# Заставская (станция метро)
«Заста́вская» — строящаяся станция Красносельско-Калининской (шестой) линии Петербургского метрополитена. Будет располагаться между станциями «Броневая» и «Боровая» и являться пересадочной на станцию «Московские ворота» Московско-Петроградской (второй) линии.
Станция проектируется в составе третьего этапа первого пускового комплекса шестой (Красносельско-Калининской) линии от станции «Броневая» до станции «Каретная».

## Название
3 апреля 2013 года станции присвоено наименование «Заставская». Название связано с историческим районом Московская застава, на территории которого будет находиться станция.

## Планы по введению станции
Ввод станции в эксплуатацию запланирован в 2030 году.
Работы по строительству станции обозначены как третий этап первого пускового комплекса шестой линии.